# Fußballer des Jahres (Polen)
Als Polens Fußballer des Jahres wird in Polen jährlich der herausragende Spieler einer Saison geehrt. Der Fußballer des Jahres wird von Fußballmagazin Piłka Nożna gewählt. Die Auszeichnung wird seit 1973 vergeben.
Der Rekordsieger Robert Lewandowski gewann die Auszeichnung 2019 bereits zum achten Mal, davon bis 2017 sieben Mal in Folge. Neben mehreren anderen Spielern gewann auch Euzebiusz Smolareks Vater Włodzimierz Smolarek zweimal den Titel.

## Sieger
| Jahr | Fußballer des Jahres | Verein                               | Newcomer                               | Verein                                        |
| ---- | -------------------- | ------------------------------------ | -------------------------------------- | --------------------------------------------- |
| 1973 | Kazimierz Deyna      | Legia Warschau                       | Mirosław Bulzacki                      | ŁKS Łódź                                      |
| 1974 | Kazimierz Deyna      | Legia Warschau                       | Władysław Żmuda                        | Gwardia Warszawa                              |
| 1975 | Zygmunt Maszczyk     | Ruch Chorzów                         | Zbigniew Hnatio                        | FKS Stal Mielec                               |
| 1976 | Henryk Kasperczak    | FKS Stal Mielec                      | Zbigniew Boniek Stanisław Terlecki     | Widzew Łódź ŁKS Łódź                          |
| 1977 | Grzegorz Lato        | FKS Stal Mielec                      | Adam Nawałka                           | Wisła Krakau                                  |
| 1978 | Zbigniew Boniek      | Widzew Łódź                          | Włodzimierz Ciołek                     | Górnik Wałbrzych FKS Stal Mielec              |
| 1979 | Wojciech Rudy        | Zagłębie Sosnowiec                   | Andrzej Pałasz                         | Górnik Zabrze                                 |
| 1980 | nicht vergeben       |                                      | Piotr Skrobowski                       | Wisła Krakau                                  |
| 1981 | Grzegorz Lato        | SC Lokeren                           | Waldemar Matysik                       | Górnik Zabrze                                 |
| 1982 | Zbigniew Boniek      | Widzew Łódź Juventus Turin           | Andrzej Buncol                         | Legia Warschau                                |
| 1983 | Józef Młynarczyk     | Widzew Łódź                          | Marek Leśniak                          | Pogoń Stettin                                 |
| 1984 | Włodzimierz Smolarek | Widzew Łódź                          | Jan Furtok                             | GKS Katowice                                  |
| 1985 | Dariusz Dziekanowski | Widzew Łódź Legia Warschau           | Andrzej Rudy                           | Śląsk Wrocław                                 |
| 1986 | Włodzimierz Smolarek | Widzew Łódź Eintracht Frankfurt      | Marek Koniarek                         | GKS Katowice                                  |
| 1987 | Andrzej Iwan         | Górnik Zabrze VfL Bochum             | Richard Cyron                          | Górnik Zabrze                                 |
| 1988 | Krzysztof Warzycha   | Ruch Chorzów                         | Roman Kosecki                          | Gwardia Warszawa                              |
| 1989 | Ryszard Tarasiewicz  | Śląsk Wrocław Neuchâtel Xamax        | Dariusz Gęsior                         | Ruch Chorzów                                  |
| 1990 | Jacek Ziober         | Łódzki KS HSC Montpellier            | Kazimierz Sidorczuk                    | Lech Posen                                    |
| 1991 | Piotr Czachowski     | Legia Warschau                       | Wojciech Kowalczyk                     | Legia Warschau                                |
| 1992 | Wojciech Kowalczyk   | Legia Warschau                       | Marek Koźmiński                        | Hutnik Kraków Udinese Calcio                  |
| 1993 | Marek Leśniak        | SG Wattenscheid 09                   | Radosław Michalski                     | Legia Warschau                                |
| 1994 | Roman Kosecki        | Atlético Madrid                      | Sylwester Czereszewski                 | OKS Stomil Olsztyn                            |
| 1995 | Leszek Pisz          | Legia Warschau                       | Tomasz Iwan                            | Roda JC Kerkrade Feyenoord Rotterdam          |
| 1996 | Piotr Nowak          | TSV 1860 München                     | Marek Citko                            | Widzew Łódź                                   |
| 1997 | Sławomir Majak       | Widzew Łódź Hansa Rostock            | Tomasz Kłos                            | ŁKS Łódź                                      |
| 1998 | Mirosław Trzeciak    | Łódzki KS CA Osasuna                 | Tomasz Frankowski                      | FC Martigues Wisła Krakau                     |
| 1999 | Jacek Zieliński      | Legia Warschau                       | Adam Kompała                           | Górnik Zabrze                                 |
| 2000 | Jerzy Dudek          | Feyenoord Rotterdam                  | Michał Żewłakow                        | Górnik Zabrze                                 |
| 2001 | Emmanuel Olisadebe   | Polonia Warschau Panathinaikos Athen | Tomasz Moskała                         | GKS Katowice Dyskobolia Grodzisk Wielkopolski |
| 2002 | Maciej Żurawski      | Wisła Krakau                         | Andrzej Niedzielan                     | Górnik Zabrze                                 |
| 2003 | Jacek Krzynówek      | 1. FC Nürnberg                       | Marcin Nowacki                         | Odra Wodzisław Śląski                         |
| 2004 | Jacek Krzynówek      | Bayer 04 Leverkusen                  | Artur Boruc                            | Legia Warschau                                |
| 2005 | Euzebiusz Smolarek   | Borussia Dortmund                    | Grzegorz Piechna                       | Korona Kielce                                 |
| 2006 | Euzebiusz Smolarek   | Borussia Dortmund                    | Radosław Matusiak                      | GKS Bełchatów                                 |
| 2007 | Euzebiusz Smolarek   | Borussia Dortmund Racing Santander   | Radosław Majewski                      | Dyskobolia Grodzisk Wielkopolski              |
| 2008 | Jakub Błaszczykowski | Borussia Dortmund                    | Robert Lewandowski                     | Znicz Pruszków Lech Posen                     |
| 2009 | Mariusz Lewandowski  | Schachtar Donezk                     | Patryk Małecki                         | Wisła Krakau                                  |
| 2010 | Jakub Błaszczykowski | Borussia Dortmund                    | Grzegorz Sandomierski Maciej Jankowski | Jagiellonia Białystok Ruch Chorzów            |
| 2011 | Robert Lewandowski   | Borussia Dortmund                    | Wojciech Szczęsny                      | FC Arsenal                                    |
| 2012 | Robert Lewandowski   | Borussia Dortmund                    | Arkadiusz Milik                        | Górnik Zabrze                                 |
| 2013 | Robert Lewandowski   | Borussia Dortmund                    | Dominik Furman                         | Legia Warschau                                |
| 2014 | Robert Lewandowski   | Borussia Dortmund FC Bayern München  | Karol Linetty                          | Lech Posen                                    |
| 2015 | Robert Lewandowski   | FC Bayern München                    | Bartosz Kapustka                       | KS Cracovia                                   |
| 2016 | Robert Lewandowski   | FC Bayern München                    | Jan Bednarek                           | Górnik Łęczna Lech Posen                      |
| 2017 | Robert Lewandowski   | FC Bayern München                    | Szymon Żurkowski                       | Górnik Zabrze                                 |
| 2018 | Łukasz Fabiański     | Swansea City West Ham United         | Sebastian Walukiewicz                  | Pogoń Stettin                                 |
| 2019 | Robert Lewandowski   | FC Bayern München                    | Michał Karbownik                       | Legia Warschau                                |
| 2020 | Robert Lewandowski   | FC Bayern München                    | Jakub Moder                            | Lech Posen                                    |
| 2021 | Robert Lewandowski   | FC Bayern München                    | Kacper Kozłowski                       | Pogoń Stettin                                 |
| 2022 | Robert Lewandowski   | FC Bayern München FC Barcelona       | Nicola Zalewski                        | AS Rom                                        |

## Ehrungen pro Verein
| Verein                 | Zahl |
| ---------------------- | ---- |
| Borussia Dortmund      | 8    |
| Legia Warschau         | 7    |
| Widzew Łódź            | 7    |
| FC Bayern München      | 7    |
| Ruch Chorzów           | 2    |
| Stal Mielec            | 2    |
| Łódzki KS              | 2    |
| 24 0weitere Vereine je | 1    |